# Марси Икс
«Марси Икс» (англ. Marci X) — американская романтическая кинокомедия режиссёра Ричарда Бенджамина. Премьера состоялась 22 августа 2003 года. Слоган — «Uptown Gets Down.»

## Сюжет
Марси Фелд (Лиза Кудроу) постоянно занимается шоппингом и ей нет дела до рэпа. Рэпер Доктор Эс (Дэймон Уэйанс) работает на студии звукозаписи отца Марси, отчего Марси оказывается вовлечённой в дела шоу-бизнеса.

## В ролях
- Лиза Кудроу — Марси Фелд
- Дэймон Уэйанс — Доктор Эс
- Эндрю Кинэн Болджер — Chip Spinkle
- Чарльз Кимбро — Lane Strayfield
- Джейн Краковски — Lauren Farb
- Ричард Бенджамин — Ben Feld
- Кристин Барански — Mary Ellen Spinkle
- Паула Гарсес — Yolanda Quinones
- Винни Кокс — Caitlin Mellowitz
- Sherie Rene Scott — Kirsten Blatt

## Критика
Фильм набрал менее 60 % согласно Rotten Tomatoes, с показателем «Томатометра» в 9 %, с средним рейтингом 2,9 балла из 10,: материал слишком мал для полнометражных фильмов и шутки социально устарели и невежественны. Рецензия-опрос веб-сайта Rotten Tomatoes показала, что 29 % аудитории, оценив на 2,3 балла из 5, дали положительный отзыв о фильме..